# Thomas Witt
Thomas Witt (* 2. September 1966 in Herne) ist ein römisch-katholischer Geistlicher und Domkapitular im Erzbistum Paderborn.

## Leben
Nach seinem Abitur in Herne studierte er Katholische Theologie in Paderborn und Rom und empfing 1993 durch Erzbischof Johannes Joachim Degenhardt die Priesterweihe. Er war Vikar und Stadtkaplan in Brilon (1993–1997). 1997 zum Subregens am Erzbischöflichen Priesterseminar in Paderborn ernannt, wurde er schon ein Jahr später letzter Kaplan und Geheimsekretär von Erzbischof Johannes Joachim Kardinal Degenhardt.
2001 wurde er zum Doktor der Theologie promoviert und erhielt den Friedrich-Spee-Preis der Theologischen Fakultät Paderborn, der in jedem Jahr für herausragende Dissertationen und Diplomarbeiten vergeben wird. 2002 wurde er Pfarrer in Delbrück, 2003 Leiter des Pastoralverbundes Delbrück und Sudhagen sowie seit 2012 Leiter des neuen Pastoralverbunds Delbrück. Von 2006 bis 2013 war er Dechant für das Dekanat Büren-Delbrück.
Nach einem Jahr im Vorstand der Caritasstiftung für das Erzbistum Paderborn übernahm er im März 2013 – als Nachfolger von Weihbischof Manfred Grothe – den Vorsitz des Diözesancaritasverbands Paderborn. Zugleich ist er Vorsitzender des Stiftungskuratoriums der Caritasstiftung für das Erzbistum Paderborn. Am 7. September 2013 wurde er in das Domkapitel des Paderborner Doms aufgenommen. Thomas Witt gehört zudem dem Vorstand der Deutsch-französischen St.-Liborius-Fraternität an. Von 2016 bis Ende September 2020 war er Sonderbeauftragter des Erzbistums Paderborn für Flüchtlingsfragen.
Witt ist seit dem 1. September 2019 Leiter des Pastoralverbundes Borchen, bleibt aber Mitglied des Paderborner Metropolitankapitels. Witt wurde nach einer Modernisierung der Satzung des Diözesancaritasverbandes als dessen Vorsitzender entpflichtet und zum Vorsitzenden des neuen Diözesan-Caritasrats berufen. Seit Herbst 2020 ist er Pfarrer der Gemeinde von St. Dionysius Elsen und zugleich Leiter des neuen Pastoralen Raumes Elsen-Wewer-Borchen. Aus dem Geistlichen Rat des Erzbistums ist er ausgeschieden.

## Ehrungen
- Friedrich-Spee-Preis (2001)
- Wirklicher Geistlicher Rat (2013–2020)[11]

## Werke
- Repraesentatio Sacrificii. Das eucharistische Opfer und seine Darstellung in den Gebeten und Riten des Missale Romanum 1970, Paderborn-München-Wien 2002 (Paderborner Theologische Studien 31), ISBN 3-506-76282-6.